# Eleganten Från Vidderna
Eleganten Från Vidderna er en sang af Eddie Meduza. Sangen kan findes på kassetten Rätt Sorts Råckenråll fra 1996.

## Tekst
Sangen handler om en mand, der bor i skoven, der lever af socialsikringsbidrag, ikke betaler nogen skat og foragter politikere og regeringsembedsmænd. Generelt handler sangen om Errol Norstedt selv.

## Baggrund
I et interview med Errol Norstedts nabo Sture Svensson fra ekstramateriale til dokumentarfilmen Eleganten Från Vidderna - Filmen Om Eddie Meduza, siger Svensson, at hans kone fortalte Errol Norstedt, at han er "eleganten från vidderna". I løbet af 4 timer cyklede Errol Norstedt hjem, skrev teksten ned, indspillede en demoversion og viste den derefter til det naboparret Svensson.

## Sketch
På kassetten Hjärndelirium 2000 er der en parodi på det svenske radioprogram "Radioteatern Ger..." og hovedpersonen der er "eleganten från vidderna".